# Salamina (Attika)
Salamina (græsk: Σαλαμίνα eller gammeldags, Σαλαμίς Salamís) eller Kοullοuri (græsk: Κούλλουρη; Arvanitika: Kuluri) er den største by og en tidligere kommune på Salamina-øen i Grækenland. Siden kommunalreformen i 2011 er den administrationsby i kommunen Salamina.
Byen er en del af den regionale enhed Øerne i periferien Attika. Den ligger på den nordvestlige del af øen, og havde en befolkning på 25.370 indbyggere ved folketællingen i 2011, nogle af dem er arvanitter. Den var det kommunale sæde for den tidligere kommune Salamina, som havde et landareal på 81km2 og omfattede omkring 84 procent af øen (alle undtagen den østligste centrale kyst, som omfattede den tidligere kommune Ampelakia). Kommunen omfatter flere andre byer, hvoraf de største er Aiánteio (4.860 indbyggere), Stenó (198), Kanákia (206), Peristéria (206), Batsí (235), Kolónes (153) og Pérani (226).
Kommunen administrerer:
Salamina (Salamina, Elliniko, Batsi, Steno),
Aianteio (Aianteio, Dimitrani, Kanakia, Kolones, Maroudi, Perani, Peristeria)